# Northboro
Northboro és una població dels Estats Units a l'estat d'Iowa. Segons el cens del 2000 tenia 60 habitants.

## Demografia
Segons el cens del 2000, Northboro tenia 60 habitants, 25 habitatges, i 19 famílies. La densitat de població era de 92,7 habitants/km².
Dels 25 habitatges en un 28% hi vivien nens de menys de 18 anys, en un 68% hi vivien parelles casades, en un 8% dones solteres, i en un 24% no eren unitats familiars. En el 24% dels habitatges hi vivien persones soles el 20% de les quals corresponia a persones de 65 anys o més que vivien soles. El nombre mitjà de persones vivint en cada habitatge era de 2,4 i el nombre mitjà de persones que vivien en cada família era de 2,79.
Per edats la població es repartia de la següent manera: un 15% tenia menys de 18 anys, un 16,7% entre 18 i 24, un 21,7% entre 25 i 44, un 25% de 45 a 60 i un 21,7% 65 anys o més.
L'edat mediana era de 44 anys. Per cada 100 dones de 18 o més anys hi havia 96,2 homes.
La renda mediana per habitatge era de 35.536 $ i la renda mediana per família de 36.429 $. Els homes tenien una renda mediana de 22.500 $ mentre que les dones 25.625 $. La renda per capita de la població era de 15.360 $. Cap de les famílies i l'1,5% de la població estaven per davall del llindar de pobresa.

## Poblacions més properes
El següent diagrama mostra les poblacions més properes.